# Barbara Grunewald
Barbara Grunewald (* 11. Juni 1951 in Bonn) ist eine deutsche Juristin und emeritierte Professorin für Bürgerliches Recht und Wirtschaftsrecht an der Universität zu Köln.

## Werdegang
Grunewald wurde 1951 als Tochter des späteren Zivilrechts-Professors Joachim Gernhuber in Bonn geboren. Sie studierte Rechtswissenschaft in Bielefeld, Tübingen und London. 1980 wurde sie an der Universität Bielefeld mit einer Arbeit zur Grenzziehung zwischen der Rechts- und der Sachmängelhaftung beim Kauf zum Dr. iur. promoviert. Anschließend wurde sie wissenschaftliche Assistentin bei Marcus Lutter an der Universität Bonn. Dort habilitierte sie sich 1987 mit einer Untersuchung zu Ausschluss aus Gesellschaft und Verein. 
1988 nahm Grunewald einen Ruf an die Universität Mannheim an. Später wechselte sie an die Johannes Gutenberg-Universität Mainz. Ab April 1999 war sie Inhaberin des Lehrstuhls für Bürgerliches Recht und Wirtschaftsrecht an der Universität zu Köln, Direktorin des Instituts für Anwaltsrecht und ab 2006 Direktorin des neu gegründeten Instituts für Gesellschaftsrecht an der Universität zu Köln. Von 2011 bis 2013 amtierte  sie als Dekanin der Rechtswissenschaftlichen Fakultät der Universität zu Köln. Ende Februar 2020 wurde sie emeritiert.
Im Jahr 2002 war Grunewald Mitglied der Kommission des Bundesministeriums der Justiz zur Überarbeitung des Rechts der Leistungsstörungen. Sie ist Mitglied des Herausgabe-Beirats der Zeitschrift für Erbrecht und Vermögensnachfolge sowie seit 2011 Mitglied des wissenschaftlichen Beirates des Arbeitskreises deutscher Aufsichtsrat (AdAR) e. V. Grunewald wurde für die Amtszeit 2013 bis 2023 in den Aufsichtsrat von Evonik Industries gewählt.

## Schriften (Auswahl)
- mit Michael Schlitt: Einführung in das Kapitalmarktrecht, 4., vollständig überarbeitete Auflage, München: C.H. Beck, 2020, ISBN 978-3-406-59118-1.
- Bürgerliches Recht, 9. Auflage, München: C.H. Beck 2014, ISBN 978-3-406-66780-0.
- Gesellschaftsrecht, 6. Auflage, Tübingen: Mohr Siebeck, 2005, ISBN 3-16-148594-7.
- Kaufrecht, Tübingen: Mohr Siebeck, 2005, ISBN 978-3-16-148360-8.